# Rafael Squirru
Rafael Squirru  (23 de marzo de 1925 - 5 de marzo de 2016) fue un poeta, conferencista, crítico de arte y ensayista argentino.

## Biografía
Uno de los tres hijos de Celina González y el cirujano Carlos María Squirru, cursó estudios primarios y secundarios en Buenos Aires, en el Saint Andrew's Scots School y en el Colegio del Salvador de la Compañía de Jesús, respectivamente.
En 1948 se recibió de abogado en la Universidad de Edimburgo.
En 1949, de regreso a Buenos Aires, se casó con Mary Dodd, con quien tuvo sus hijas María Celina Augusta y María Eloisa (autora de su biografía ¡Tan Rafael Squirru!).
En 1956 fundó el Museo de Arte Moderno de Buenos Aires.
En 1960, durante el gobierno de Arturo Frondizi, fue nombrado director de Relaciones Culturales de la Cancillería. Desde ese cargo envió las esculturas de Alicia Penalba a la Bienal de São Paulo y los grabados de Antonio Berni a la Bienal de Venecia; ambos artistas recibieron el primer premio. 
En 1963 fue nombrado director de Cultura de la OEA (Organización de Estados Americanos) con sede en Washington D. C., desde donde desarrolló una imponente tarea de difusión y promoción de la cultura latinoamericana a nivel mundial, hasta su renuncia en 1970. Fue en ese período que apoyó la construcción del monumento del artista uruguayo Lincoln Presno a la memoria de John Fitzgerald Kennedy, obra que se encuentra en Quemú Quemú, en la provincia de La Pampa (Argentina) . El audaz discurso de Squirru para la inauguración del monumento, pronunciado durante el gobierno militar de Juan Carlos Onganía, fue ovacionado por el numeroso público presente y condenado por las autoridades locales, que declararon al entonces representante oficial de la OEA “persona non grata”, condena retirada varios años más tarde.
Al regresar definitivamente a Buenos Aires, su labor en sostén de la cultura en todas sus formas se manifestó a través de conferencias en su país y en el extranjero, innumerables prólogos para exposiciones de artistas y una constante producción de artículos como colaborador del diario La Nación durante más de veinte años, compartiendo a menudo la página Cultura con Jorge Luis Borges en la década de los ochenta. 
Varios volúmenes de su poesía y prosa han sido publicados a través de los años pero al tratarse de ediciones agotadas y, por el momento, no reimpresas, son difíciles de encontrar. 
Entre sus corresponsales se encuentran personalidades como Leonardo Castellani, Fernando Demaría, Henry Miller, Thomas Merton, Edward Hopper, Edward Albee, Oswaldo Vigas, Amancio Williams, Sir Herbert Read, Julio Cortázar, Alejandra Pizarnik, Jacqueline Kennedy y Robert F. Kennedy,  Renata Adler, Arthur Schlesinger Jr. , Ned O'Gorman, Alberto Ginastera, Juan Carlos Paz, Leopoldo Marechal, Raúl Matera, Juan Carlos Martelli,  María Luisa Bemberg, Alberto Hidalgo, Fernando Alegría,  Fanny Buitrago, Gonzalo Arango, Emilio Pettoruti, José Luis Cuevas, Eunice Odio, Antonio Berni, Federico González Frías, Elsa Wiezell, Ernesto Cardenal, María Luisa Bombal, Fernando Botero,  Ben Molar,  Barnaby Conrad, Stefan Baciu y Marco Denevi.
Fue hermano del pintor Charlie Squirru (1934-2022), casado con la artista Dalila Puzzovio, y del dramaturgo Eduardo Squirru (autor de las obras de teatro El rey David y La tragedia del rey Saúl, y padre de la mediática astróloga Ludovica Squirru).

## Libros
Crítica
- Barragán, Buenos Aires, Galería Rubbers, 1960.
- Leopoldo Presas, Buenos Aires, El Mangrullo, 1972.
- Pérez Celis, Buenos Aires, Ediciones del Hombre Nuevo, 1973.
- Albino Fernández, Buenos Aires, La Barca Gráfica, 1975.
- Antonio Berni, Buenos Aires, Dead Weight, 1975.
- Guillermo Roux, Buenos Aires, Dead Weight, 1975.
- Pintura, pintura, siete valores argentinos en el arte actual, Buenos Aires, Ediciones Arte y Crítica, 1975.
- Luis Seoane, Buenos Aires, Dead Weight, 1978.
- Liberti, Buenos Aires, Dead Weight, 1978.
- Pérez Celis, Buenos Aires, Ed. Taller libre, 1978.
- Arte de América: 25 años de crítica, Buenos Aires, Gaglianone, 1979.
- Héctor Giuffré, Buenos Aires, Gaglianone, 1980.
- Batuz (con D. Ronte, R. A. Kuchta e C. Heigl), New York, Rizzoli International Publications, 1981.
- Buenos Aires y sus esculturas, Buenos Aires, Manrique Zago, 1981.
- Eduardo Mac Entyre, Buenos Aires, Gaglianone, 1981.
- Aldo Severi, Buenos Aires, Dead Weight, 1982.
- Arte argentino hoy. Una selección de 48 artistas, Buenos Aires, Gaglianone, 1983.
- Juan Del Prete, Buenos Aires, Gaglianone, 1984.
- Mariano Pagés: 1945-1983, Buenos Aires, 1984.
- Four Contemporary Painters from Argentina: Horacio Bustos, Pérez Celis, Kenneth Kemble, Juan Carlos Liberti, University of Florida, 1986.
- Miguel Ocampo, Buenos Aires, Gaglianone, 1986.
- Kenneth Kemble, Buenos Aires, Gaglianone, 1987.
- Elena Tarasido: la opción de la libertad, Buenos Aires, Instituto Salesiano de Artes Gráficas, 1988.
- Inés Bancalari 1976-1987, Buenos Aires, Gaglianone, 1988.
- Cuarenta maestros del arte de los Argentinos (con I. Gutiérrez Zaldivar), Buenos Aires, Zurbarán, 1990.
- Gyula Kosice: obras Madi, Buenos Aires, Gaglianone, 1990.
- Quinquela: popular y clásico, Buenos Aires, 1990.
- Juan M. Sánchez, Buenos Aires, Ennio Ayosa, 1991.
- Mara Marini, Iglesias Kuppenhein, 1992.
- Carpani cabalga al tigre (con M. Vincent), Madrid, Ollero y Ramos, 1994.
- Roma Geber. Imágenes urbanas, Buenos Aires, Arte al Día, 1997.
- Leopoldo Torres Agüero, Fragments Editions, 1999.
- Pérez Celis (con Frederick Ted Castle y Peter Frank), Shapolsky, 1999

Crítica en versos
- 49 artistas de América: itinerario poético, Buenos Aires, Gaglianone, 1984.

Poesía
- La noche iluminada, Buenos Aires, Ediciones del Hombre Nuevo, 1957, grabados de Mabel Rubli.
- Amor 33, Buenos Aires, Ediciones del Hombre Nuevo, 1958.
- Números, Buenos Aires, Ediciones del Hombre Nuevo, 1960, grabados de Sergio Moyano.
- Awareness of Love (commento poético all’opera di Juan Downey), Washington D. C., H.K. Press, 1966.
- Poesía 1957-1966, Buenos Aires, Dead Weight, 1966.
- Poesía 1966-1970, Buenos Aires, Juárez, 1970, xilografías de Antonio Berni.
- Poesía 1970-1971. La edad del cerdo y otros poemas, Buenos Aires, Dead Weight, 1971, grabados de Pérez Celis.
- Poesía 1971-1973. Quincunce americano, Buenos Aires, Dead Weight, 1973.
- Poesía 1973-1975. Cuaderno de bitácora, Buenos Aires, Dead Weight, 1975.
- Poesía 1975-1977. La Corona, Buenos Aires, Dead Weight, 1977.
- Números. Veinte años de poesía (1957-1977), Buenos Aires, La Barca Gráfica, 1977.
- Chrysopeya del buen amor, Buenos Aires, Albino y Asociados, 1986.

Ensayos
- Filosofía del arte abstracto, Buenos Aires, Museo de Arte Moderno, 1961.
- Leopoldo Marechal, Buenos Aires, Ediciones Culturales Argentinas, 1961.
- The Challenge of the New Man. A cultural approach to the Latin American scene, Washington D. C., Pan American Union, 1964.
- Towards a World Community, Chicago, Academy of Arts and Sciences, 1968.
- Martín Fierro (raccolta di scritti di vari autori), Buenos Aires, Instituto Salesiano de Artes Gráficas, 1972.
- Claves del arte actual, Buenos Aires, Troquel, 1976.
- Ángeles y Monstruos. Ensayos Breves, Buenos Aires, Gaglianone, 1986.
- Hacia la pintura: como apreciarla, Buenos Aires, Editorial Atlántida, 1988
- Exigencias del arte, Buenos Aires, Zurbarán, 1989.
- El artista y su tiempo, Buenos Aires, Rozenblum, 1991.
- Arte y humanismo, Buenos Aires, Fundación Praxis, 1993.
- Libros y libros, cuadros y cuadros, Morón, Universidad de Morón, 1995.

Traducciones
- William Shakespeare, Hamlet, Buenos Aires, Dead Weight, 1976. Ilustraciones de Juan Carlos Liberti.
- William Shakespeare, La tempestad, Buenos Aires, Biblioteca Nacional, 1979. Ilustraciones de Juan Carlos Liberti.

Teatro
- El Rey Salomón (drama bíblico en tres actos), Buenos Aires, Marchand Editorial, 1980. Ilustraciones de Raúl Soldi.

## Distinciones
- Doctor honoris causa en Humanidades, Universidad de Neuquén, Argentina.
- Doctor honoris causa en Humanidades, Universidad de Morón, Argentina.
- Premio Konex en Humanidades: Diploma al Mérito en Estética y Teoría del Arte, Fundación Konex.
- Premio Konex en Comunicación-Periodismo: Diploma al Mérito en Artes Visuales, Fundación Konex.
- Premio Konex Platino en Comunicación-Periodismo: Artes Visuales, Fundación Konex.
- Premio Gratia Artis, Academia Nacional de Bellas Artes, Argentina.
- Miembro Honorario de la Association of The Corcoran Gallery.
- Miembro Consultor del CARI (Consejo Argentino Relaciones Internacionales) de Buenos Aires.
- Miembro Honorario de la Fundación Miguel Lillo, San Miguel de Tucumán, Argentina.
- Miembro Correspondiente de la Academia de Bellas Artes de Chile.
- Premio Fundación Lorenzutti de Crítica de Arte.

## Citaciones (Prosa)
Sobre las tendencias y las modas en el arte:
- Si el lenguaje ha de servir, como algunos todavía creemos, para entendernos, no será posible hablar del arte de la pintura porque un sujeto se da un baño de azul y sale caminando por la calle.
- En el arte, la determinación de mantener la vigencia de los géneros es indispensable si es que hemos de preservar la noción clave en torno de la cual gira todo intento de estimación estética. Me refiero, por supuesto, a la calidad.
- La falsa noción de que ser original equivale a no estar entroncado con ningún estilo fácilmente reconocible tan sólo nos dice del facilismo de cierto tipo de crítica, refugio de quienes no son capaces de reconocer la calidad.
- Pueden las modas ir y venir, tanto en Europa como en América, pero la grandeza del alma, que está más allá de cualquier moda, es lo que perdura y hace perdurable la obra del genio.
- La fealdad comienza a producir bostezos.

Sobre la identidad cultural latinoamericana:
- Uno de los prejuicios más frecuentes para negar los valores culturales de nuestra realidad latinoamericana se debe a la falta de captación del profundo significado de nuestro pasado precolombino.
- Lejos de mí subestimar el decisivo y permanente aporte europeo a nuestra cultura, pero errado sería creer que ello nos transforma en europeos sin más ni más.

Sobre la política, el rol la cultura, la responsabilidad del creador:
- De poco servirá el más acertado de los diagnósticos si falta método para arribar a una adecuada curación.
- Todo poder divorciado del recto principio del bien común es locura y conduce inevitablemente al fracaso y a la destrucción.
- La cultura sigue siendo para muchos un bien de lujo, un bien suntuario, algo así como bombones en una canasta familiar. Pretender optar desde un punto de vista administrativo entre cultura y hospitales es algo como optar si deben destinarse más recursos a los sanos o a los enfermos.
- Estamos convencidos de que la historia de nuestra época, y en especial la de nuestro país, pasa por el meridiano del arte.
- El artista o pensador comprometido con todo lo humano y con la vida podrá no sentirse urgido a plegarse a esta o aquella bandería.

Sobre los argentinos:
- El monstruo Número Uno de los argentinos es la distracción, la incapacidad de prestar atención. A todos fascina escucharse a sí mismos. Se vive embelesado con la propia imagen, con la propia voz.
- Enunciar propósitos de acción es una de las mayores debilidades de nuestra deformación.
- No es fácil hacerse perdonar el bien que se hace.

Sobre la vida, el error, el sufrimiento, la Divinidad:
- No se equivoca aquel que no hace nada.
- Si a veces nos caemos de la cuerda floja ello no debe ser motivo de desesperación. Hubo un hombre que negó a su maestro tres veces y sigue siendo ejemplo de grandeza.
- Actuar implica nutrirse de realidad.
- Dios es la realidad. Alejarse de la realidad es alejarse de Dios.
- Debemos estar alertas para desechar de nuestras mentes ese derrotismo malsano que bajo el disfraz de un realismo prescindente mina las fuentes mismas de nuestra energía y nos arrebata la fe en los valores que hacen a la esencia de nuestra humanidad.
- Conscientizar que el sufrimiento es parte inalienable de toda existencia y que tiene por fin y sentido el de lograr una progresiva purificación.
- No es perdiendo nuestra felicidad íntima que aliviaremos el padecimiento de los demás.
- Pocas cosas molestan más al espíritu negativo que nuestra risa.

(Los ensayos completos de los cuales han sido extraídas las breves citaciones, se encuentran en Ángeles y Monstruos. Ensayos Breves, Buenos Aires, Gaglianone, 1986.)

## Traducciones (poesía)
Además de sus versiones al porteño de las obras de Shakespeare mencionadas, tradujo varios poemas de autores ingleses y estadounidenses al castellano. Entre ellos, el "If" de Rudyard Kipling (trad. 2007):
Si sos capaz de no perder la cabeza cuando alrededor tuyo
La están perdiendo todos y echándote la culpa; 
Si te tenés confianza cuando todos te dudan
Aceptando que te duden,
Si sos capaz de esperar sin que te canse la espera
O calumniado, no caés en la calumnia,
O detestado, no terminás odiando,
Y a pesar de ello no pecás ni de bueno ni de sabio; 

Si podés soñar sin que tus sueños te dominen;
Pensar, sin hacer del pensamiento tu objetivo;
Si conociendo al Triunfo y al Fracaso
Tratás a ambos impostores por igual;
Si podés soportar que la Verdad que has predicado
Sea torcida por cerdos para embaucar a idiotas,
O ver la labor de tu vida hecha pedazos
Y con herramientas viejas volver a armarla; 

Si sos capaz de apilar lo que ganaste
Y apostar todo en un "cara o cruz"
Y perder, y empezar de nuevo desde cero
Sin, de tu pérdida, murmurar un pero;
Si sos capaz de poner corazón, fibra y nervio
A tu servicio aunque  ya no estén
Y no obstante, seguir prendido, aun vacío,
Salvo la voluntad que les comanda "No aflojen!"

Si sos capaz de andar entre la gente y mantener tu virtud
O caminar con reyes conservando el toque popular;
Si ni rivales ni buenos amigos logran lastimarte
Y podés brindarte a todos pero a nadie demasiado;
Si lográs llenar el minuto que no perdona
Con sesenta segundos de maratón,
Tuya es la tierra y todo lo que alberga
Y, es más, serás un hombre, mi pichón!